# 松本恵奈
松本 恵奈（まつもと えな、1985年11月23日 - ）は、ファッションブランドのプロデューサー、およびファッションモデル。『EMODA（エモダ）』の元プロデューサー。2015年にCLANE DESIGN株式会社を設立し、代表取締役社長兼ファッションブランド『CLANE（クラネ）』のクリエイティブディレクターを務める。2016年には都内中心に『CLANE』直営店をオープン。センスや手腕が評価され、多岐に渡って活躍中。2018年にはプラットフォーム『スタイルミキサー』を立ち上げ、キュレーターを務める。

## 来歴
大阪でのスカウトをきっかけに2005年から雑誌『ViVi』への露出を開始。同誌に読者モデルとして登場しつつ、ファッションブランド『rienda（リエンダ）』の心斎橋店に勤務。店長を担った。

### 『EMODA』
2009年の10月初めに自身のプロデュースによるファッションブランド『EMODA（エモダ）』が発足。そしてその翌2010年の2月、渋谷109内に初の実店舗を開業。渋谷109史上歴代3位の初日売上を記録した。浜崎あゆみと若槻千夏に次いでの3位で、同時に大阪の心斎橋OPAでも2位の初日売上であった。新規ブランドながら異例の急成長を記録し、同年のうちに5店舗を新たに開業、さらに渋谷109内の店舗も拡大リニューアルさせる運びとなった。2013年にはコスメ部門にあたる『EMODA COSMETICS』（エモダ コスメティクス）が新たに始動。9月にはこのコスメブランドの発足に連動させる形でメイク本『ENA MAKE』を発売している。そして2015年1月31日、EMODAを卒業する形でプロデューサーを退任した。

### 雑誌
2010年6月発売の雑誌『Happie nuts〔ハピーナッツ〕』の表紙に単独で登場（8月号）。ブランドプロデューサーとしての登場でこれは前代未聞のことであった。同年には『JJ』誌の表紙にも初登場し注目を集めている。さらにその翌2011年にもハピーナッツ誌の表紙に登場。峯村優衣と並んでの登場で、誌面では6ページに及ぶ特集の題材となった。この年には米国にまで赴いたうえでの女優のリンジー・ローハンのプロデュースなども注目を集め、自ら表紙を飾った『JJ』4月号にてそれが特集の題材となるなどしている。

### 音楽
『EMODA』関連の活動として、“ena”（エナ）の名をもち2010年に自身の歌曲を発売。「Only one」ならびに「I still love U」という二楽曲の同時発売で、前者はSoulJaをプロデューサーに、後者はBU-NIを共同プロデューサーに迎えたものであった。その発売からさっそくSoulJaのクラブツアーへ同行するなどし歌手活動を展開している。

### ブログ
自身のブログの展開によるブロガーとしての活動も注目の的となってきた。アメーバブログ内のブログが月間1500万PVを超えた2011年には、そのブログと連動させた著書『Ena’s Secret〜松本恵奈の可愛いのひみつ』を上梓。翌2012年には国外ブログメディアの賞を獲得し、日本人初の選出として話題とされるに至っている。

### 『CLANE』
2015年2月、「ORIGINAL STANDARD」をブランドコンセプトに現代的な柄、素材、デザインを取り入れた新ブランド『CLANE（クラネ）』を発表。同年8月28日にECサイトをローンチ。「特別な一枚」を重視し、長く愛用していただける洋服を提案。翌2016年3月10日、ルミネ新宿に1号店（CLANE SHINJUKU）、同月18日には表参道ヒルズに2号店（CLANE OMOTESANDO）を連続出店。CLANE OMOTESANDOでは2016年秋冬より立ち上げ予定のメンズライン『CLANE HOMME（クラネ オム）』を先行発売するなど、話題に。2018年2月、宝島社よりムック本「CLANE 2018 SPRING&SUMMER COLLECTION」を発売。自身がモデルをつとめ、amazon等オンラインストアではファッション部門売り上げランキング1位、即日完売店も続出するほどの人気を記録した。

### 『STYLEMIXER』
2018年3月、株式会社バロックジャパンリミテッドより、めまぐるしく変遷するファッション業界において、型にはまることなくお客様が欲しいものを提供するプラットフォーム「STYLEMIXER」を4月1日にデビューすることを発表。同日、そのキュレーターとして松本恵奈が就任したことを自身のSNSにて発表。

### YouTube
2020年4月7日、自身のInstagramにてYouTubeを開始することを発表。4月15日よりYouTubeにて「EnaChannel」を開設、動画投稿を開始。洋服やメイクはもちろん、今まであまり公開することのなかった私生活や育児についても紹介し、話題に。

## 私事
158センチメートル、40キログラム。A型。三重県伊勢市に出生。実家は花屋。自宅は東京・南青山（2013年8月・『ぐるぐるナインティナイン』出演時点）。高校生だった2002年から継続して恋仲であり続けてきた男性（松本の学生時代の同級生で同じ学校のサッカー部のエース）がおり、2012年、その男性との交際がついに10年目を迎えるにあたり、自身のブログで報告した“10年記念日”が話題となった。そして2013年を迎え1月末にその男性と正式に婚約したことを報告。続く2月に入籍を報告。5月に妊娠状態にあることを発表。10月、第1子にあたる女子を出産している。2016年5月10日、自身のInstagramで第2子の妊娠を発表。9月、第2子にあたる男子を出産。

## 出演
テレビ
- 『ana-ana girl's』（2010年10月27日・11月24日・12月22日、中京テレビ）
- 『週末のシンデレラ 世界!弾丸トラベラー』（2011年3月26日・11月5日・2012年5月26日、日本テレビ）

### その他
- ラジオ：『松本恵奈のエナリズム』（東海ラジオ放送、2010年4月11日-2010年9月）[32]
- 屋外広告：『グラソー ビタミンウォーター ： “focus”』（日本コカコーラ、2011年夏季、撮影：蜷川実花） 共/金子ノブアキ、太田莉菜、窪塚洋介、エリーローズ[33]

## 書籍
- 『松本恵奈 MODE』（2010年、講談社）[34]
- 『Ena's Secret〜松本恵奈の可愛いのひみつ』（2011年、幻冬舎）[35]ふさ
- 『ENA MAKE』（2013年、ViVi編集部・講談社）[36]
- 『ENA STYLE BOOK』（2014年、宝島社）
- 『CLANE 2018 SPRING&SUMMER COLLECTION』（2018年、宝島社）
- 『CLANE SHOULDER BAG BOOK』（2019年、宝島社）
- 『CLANE 2WAY SHOULDER BAG BOOK』（2020年、宝島社）